# Aniridi

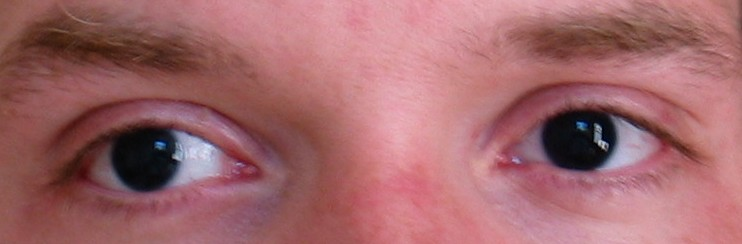
person med aniridi

Aniridi betyder på grekiska och latin avsaknad av iris, vilket är precis vad det är. Personen i fråga saknar regnbågshinna (iris),och får därför en ögonfärg som är svart. 
Det är i regel en ärftlig missbildning i ögat. Aniridi är vanligen förenad med synnedsättning, ljuskänslighet och risk för utveckling av glaukom och grå starr.